# Coayuca, Puebla
Coayuca är en ort i Mexiko.   Den ligger i kommunen Aquixtla och delstaten Puebla, i den sydöstra delen av landet, 130 km öster om huvudstaden Mexico City. Coayuca ligger 2 322 meter över havet och antalet invånare är 315.
Terrängen runt Coayuca är lite bergig. Runt Coayuca är det ganska tätbefolkat, med 62 invånare per kvadratkilometer. Närmaste större samhälle är Chignahuapan, 14,7 km nordväst om Coayuca. Trakten runt Coayuca består i huvudsak av gräsmarker.